# Niko Lentäjän Poika
Niko Lentäjän Poika (bra: Um Voo Encantado em Noite de Natal; prt: Niko na Terra do Pai Natal) é um filme de animação de longa-metragem fino-dano-irlando-alemão de 2008, dos gêneros aventura, |fantasia, infantil, dirigido por Kari Juusonen e Michael Hegner e produzido pela Anima Vitae e pela A.Film A/S.

## Resumo
Uma jovem rena que sofre de tontura aprende a superar seu medo com a ajuda de um adorável esquilo.

## Sinopse
Niko é uma pequena rena que sonha em seguir os passos de seu pai, famoso membro da brigada voadora do Papai Noel. Para isso, ele treina todos os dias no vale calmo das renas, incentivado por sua mãe e seu melhor amigo, o esquilo voador Julius. Como nunca viu seu pai em ação, suas coreografias aéreas terminam sempre sem graça, virando piada para outras pequenas renas. Culpado de ter atraído os lobos famintos para o grupo de renas, Niko deixa sua manada para procurar seu pai no remoto e misterioso mundo do Papai Noel.

## Elenco
A animação teve lugar em três países; produção de animação inicial e efeitos foram produzidos na Finlândia, Alemanha e Dinamarca. Renderização e iluminação ocorreu na Finlândia, e grande parte da pós-produção foi realizada na Irlanda. A versão americana do filme re-lança Norm Macdonald como Julius e Emma Roberts como Wilma.
| Personagem | Espécie        | Vozes           |
| ---------- | -------------- | --------------- |
| Niko       | Rena           | Andrew McMahon  |
| Saga       | Rena           | Prudence Alcott |
| Oona       | Rena           | Susan Slott     |
| Prancer    | Rena           | Paul Tylar      |
| Julius     | Esquilo-voador | Norm Macdonald  |
| Wilma      | Arminho        | Emma Roberts    |
| Essie      | Poodle         | Katie Leigh     |
| Lobo preto | Lobo           | Sam Gold        |

## Recepção
Niko Lentäjän Poika atualmente tem apenas uma revisão no Rotten Tomatoes , não o suficiente para dar-lhe uma pontuação agregada. A revisão, que é do Common Sense Media , dá ao filme em 3 de 5 estrelas, eo aviso: "Lobos vai assustar crianças mais jovens neste recurso de férias." No entanto, fica implícito que o filme recebeu críticas em sua maioria mistos pela crítica e público.

## Trilha Sonora
A trilha sonora original foi composta por Stephen McKeon.
- Happy Christmas! - Interpretada por Vuokko Hovatta
- Flying Forces Rock - composta por Stephen McKeon
- The Way to the Stars - composta por Stephen McKeon, gravada por Sean Dexter